# ブルーノ・リュートケ
ブルーノ・リュートケ（Bruno Lüdke、1909年4月3日 - 1944年4月8日）は、ナチス政権時代に長期尋問の末にドイツ史上最悪のシリアルキラーとされていた人物。1928年から1943年までの15年間に少なくとも51人の女性を殺害し、遺体を屍姦したとされていた。実際にはそのような犯罪を行ってはおらず、社会人種主義的な理由により罪を着させられた。ナチス政権下で裁判にかけられることはなく、医学実験の結果ウィーンの保安警察中央刑事医学研究所の拘留の下死亡した。

## 概要

### 事件の前触れ
ベルリンのシャルロッテンブルク＝ヴィルマースドルフ区に生まれる。軽度の知的障害があり、泥棒や覗きの常習犯だった。彼はいくつかの窃盗で警察に見つかっていたものの先天性の知的障害により有罪判決を受けていなかった。1939年8月に遺伝病子孫防止法により強制不妊手術が命じられ、1940年5月22日に実施された。

### 事件
1943年1月29日、51歳の年金者フリーダ・ロスナーがケーペニック市の森で絞殺され強姦されているのが発見された。捜査中、捜査官のハインリッヒ・フランツは、「愚かなブルーノ」として知られるリュートケに遭遇した。彼は犯行現場周辺の森を「のぞき魔」として徘徊していたと言われている。ただ、彼を個人的に知る者なら殺人者だとは想像できなかった。また、無害で臆病で、鶏を屠殺することさえ好まない人物だと思われており有罪とする証拠もなかった。 1943年3月に逮捕されたとき、彼は未亡人ロスナーの殺害だけでなく、ドイツ全土で起きた他の未解決の殺人事件の数々についても自白した。リュートケは自身が知的障害と分類されていることを信頼していたのかもしれない。
1994年、オランダの刑法学者であるヤン・ブラーウは捜査ファイルを分析し、捜査官であるハインリッヒ・フランツは自分を親友であるかのように思い込ませることに長けており、リュートケが彼との間に依存関係を築いていたと結論付けた。この関係を利用することにより暗示質問（期待される回答を遠回しに示唆する誘導質問）を行い、数多くの自白を引き出すことに成功した。フランツはさらにドイツ全土の未解決殺人事件に捜査の手を広げ、リュートケに事件発生当時に発生場所の都市にいたかどうかを尋ねた。そしてこのような質問にすべてリュートケは肯定的に答えたという。フランツは更にリュートケが犯行現場の詳細な情報を提供したため、疑う余地なく加害者の知識を持っており犯人であることを明白にしたと主張した。自白を引き出した際に同僚は取調室に入っておらず、事実かフランツの入手可能だった捜査ファイルに基づきリュートケに提供したか明らかには出来ない。
個々の事件において数多くの矛盾があるにも関わらず、リュートケは約20年間にも及ぶ個々の犯罪の地理や時間、証拠等を事細かに記憶し言葉にして再現出来ると信じられていた。ほぼ無一文であるリュートケがなぜドイツ全土を旅行出来るのか、すでに軽微な窃盗で捕まったことがある知的障害者である彼が、人通りの多い地域や住宅街で気づかれること無く、数十回も人に見つかること無く殺人が出来たのかという疑問はフランツによって故意に無視され、またリュートケのような重大犯罪者には何でも出来るという無意味な言葉で片付けられた。
次々に絶え間なく新しい自白は行われ、時には1時間ごとになされるものもあり、ベルリンのフランツの同僚たちは不信感や懐疑を募らせていた。とりわけ、ハンブルクなどの他都市捜査当局の彼らは未解決である場所を未だ責任を持って捜査していたため、フランツによって誘導されたリュートケの主張に対して反対していた。様々な理由からリュートケの関与することはあまりにも馬鹿げており、それについても詳しく説明した。しかし、当時のナチスの刑事警察局長を務めていたアルトゥール・ネーベはフランツに有利なように警察内部の紛争に介入した。リュートケの自白に懐疑的であったナチスの親衛隊指導者のハンス・ロベスがネーベに係争中の裁判は恥辱になりかねないと警告し、これが裁判開廷にならなかった理由ともされる。
取り調べにおいて、リュートケは1942年から1943年の間に合計84件の殺人を犯したと自白した。ベルリン警察は自白の結果53件の殺人と3件の殺人未遂を解決したと考えた。その後の調査で明らかになったように、53件の事件は事件の経過、加害者と被害者のプロフィール等大きく異なっており、また指紋等リュートケを有罪にする証拠もなかった。捜査完了後、リュートケはハインリヒ・ヒムラーの勧めにより保安警察中央刑事医学研究所に移送された。ここで「生まれながらの犯罪者」の典型例として遺伝学的及び人類学的検査を受けた。とりわけ、ロベルト・リッターによって映画やレコードの録音が行われた。エタノールの接種も強制され、その後脊髄に穴を開けられた。1944年1月15日にムラージュを作成され、現在もウィーンのウィーン医科大学法医学センターに保管されている。
1944年4月8日に不明の状況で死亡していた。最も可能性が高い説は高気圧室での医療実験中に死亡したというものである。骨格は研究所の法医学コレクションに含まれていたが、おそらく戦後に紛失されたものとされる。

### 1945年以降の連続殺人犯としての様式化
第二次世界大戦後、リュートケ事件はいくつかの出版物の題材となり、マリオ・アドルフがブルーノ・リュートケ役として出演した長編映画The Devil Strikes at Nightの題材ともなった。ナチス時代に帝国刑事局の重大犯罪対策センターの責任者でもあったベルンハルト・ヴェーナーは、1950年3月にデア・シュピーゲルに掲載されていた自身のシリーズ「遊戯の終わり―アルトゥール・ネーベ：ドイツ刑事警察の栄光と悲哀」の中でこの事件に触れている。そこではリュートケの犯罪を根本から疑うこと無く様々な矛盾に言及しながらも、フランツの論法に従い記事の中でリュートケを「獣人」、「大きくて強い類人猿」、「知恵遅れのネアンデルタール人」などと侮辱的に表現した。
ジャーナリストであるウィル・ベルトルトはステファン・アンベルクというペンネームで1956年にミュンヘン・イラストレイトにおいて「ドイツ犯罪史上最大の大量殺人事件」として、事件を15回にわたり捜査した。Nachts, wenn der Teufel kamと題された彼の「事実報告」は新たな資料や議論が捏造されることになり、1957年にヴェルナー・イェルク・リュデッケの脚本、マリオ・アドルフがリュートケを主演し、ロバート・シオドマクが監督を務めた前述した長編映画The Devil Strikes at Nightの原作となった。この映画は1958年にドイツ映画賞を受賞し、アカデミー国際長編映画賞にノミネートされた。リュートケは精神を病んだ大量殺人者として描かれるだけではなく、捜査官の役柄を通して、刑事警察は第三帝国時代にあっても非政治的でまっとうであり続けたように描かれた。ベルトルトは後にこの物語を事実に基づく小説として脚色した。
東ベルリンに住んでいたリュートケ姉妹は1958年2月にシオドマクの映画上映差し止めを求めた。1957年10月に二人はハンブルクの犯罪学者ゴットフリート・ファウルハーバーに手紙を書いた。「ヘルタ！もし私がロスナーを殺したと言わなかったら射殺されるよ！」とリュートケは語っていたという。しかし、ハンブルク上級地方裁判所はリュートケの自白により現代史の人物として確立されており保護を必要としないと立証されたと判決を出した。この映画の直後に関連ファイルに基づいて東ドイツで出版されたギュンター・プロドールの著書『Kriminalfälle ohne Beispiel』シリーズでも、リュートケは意図的に連続殺人犯に仕立て上げられたのであり、この映画は事実と一致していないという結論に達した。
マリオ・アドルフは後にこの映画からは距離をおいている。2021年のベルリナー・ツァイトゥング紙のインタビューで「俳優としての責任感が生まれた。なぜなら、架空の映画のキャラクターでもなく自分の演技を通じて被害者となった実在の人物に犯罪者としての悪名を背負わせることとなり、それが何十年も続き現在も親族が苦しんでいるからだ。」と語った。アドルフは連邦大統領であるフランク＝ヴァルター・シュタインマイヤーに頼り、リュートケを偲ぶストルパーシュタインを建てることにした。2021年8月28日にグンター・デムニヒはストルパーシュタインをケーペニックのリュートケの実家があった場所であるグリューネ・トリフト32に設置した。墓石の設置に際してマリオ・アドルフとフランク＝ヴァルター・シュタインマイヤーが設置式に出席した。歴史家のイェンス・ドブラーによれば、1つの例外（自白したハンブルクの事件）を除けば、ブルーノ・リュートケが加害者とされた殺人事件は2020年現在解決していないとされる。

## 映画
- The Devil Strikes at Night（ドイツ語版） 1957年、ロバート・シオドマク監督によるドイツの犯罪映画。ウィル・ベルトルトがミュンヘンの雑誌に寄稿した同名の連載記事を原作にしている。

- Tatort Berlin: Der Massenmörder Bruno Lüdke. (Memento vom 5. 11月 2013 im Internet Archive) (2013年11月5日、インターネット・アーカイブ） ギャビ・シュラークとベノ・ヴェンツによる映画、RBB 2013。

- Die Erfindung eines Mörders. ブルーノ・リュートケの事件。ドミニク・ヴェッセリー、イェンス・ベッカー監督作品、ドイツ、RBB 2020年。

## 音声

### ラジオ特集
- B. L. Wiedervorlage einer Mordsache und Lehrmittelsammlung. (Memento vom 21. 12月 2013 im Internet Archive)  アクセル・ドースマンとダヴィデ・トスコによる特集、SWR 2011、SWR2で2012年1月29日14:05から、DLFドイツ放送ラジオで2012年8月4日00:05から放送。

### ラジオ番組
- Will Berthold: Nachts, wenn der Teufel kam. ヨーロッパ（レーベル）（ドイツ語版）によるラジオドラマ、1983年。

## 文学

### フィクション
- ウィル・ベルトルト（ドイツ語版）: Nachts, wenn der Teufel kam. 事実に基づいた小説。Aktueller Buchverlag, Bad Wörishofen 1959（zuletzt als Bastei-Lübbe-Taschenbuch, Bergisch Gladbach 1989, ISBN 3-404-11357-8)。

- ホルスト・ボゼツキー: The Devil of Köpenick. ドキュメンタリー犯罪小説。Jaron Verlag, Berlin 2009, ISBN 978-3-89773-599-6.

- フランツ・フォン・シュミット（ドイツ語版）：黄昏の殺人。犯罪歴あり。Verlag Deutsche Volksbücher, Stuttgart 1961, DNB454391110.

### 二次資料
- イングリッド・アリアス：Die Wiener Gerichtsmedizin im Dienst nationalsozialistischer Biopolitik – Projektbericht. (Memento vom 26. 6月 2011 im Internet Archive)  (PDF; 850 kB) Projekt „Die Wiener Gerichtsmedizin 1938–1960“, 2009, S. 10–16.

- ヨハネス・アルベルトゥス (ヤン) ブラーウ: Bruno Lüdke: Seriemoordenaar. Uitgeverij De Fontein, Baarn 1994, ISBN 90-261-0732-3.

- ヨハネス・アルベルトゥス (ヤン) ブラーウ: Kriminalistische Scharlatanerien. Bruno Lüdke – Deutschlands größter Massenmörder? In: Kriminalistik. 48 (1994), S. 705–712.

- アクセル・ドーマン, スザンヌ・リジェナー: Fabrikation eines Verbrechers. Der Kriminalfall Bruno Lüdke als Mediengeschichte. Spector Books, Leipzig 2018, ISBN 978-3-95905-034-0.

- クラウス・ヘルマン：Massenmörder Bruno Lüdke? In: Neuköllner Pitaval. Wahre Kriminalgeschichten aus Berlin. Zusammengestellt und eingerichtet von Klaus Herrmann [Hrsg.]. Mit einer Nachbemerkung von Stefan König. Rotbuch, Hamburg 1994, ISBN 3-88022-805-1, S. 113 ff.

- キャスリン・コンピッシュ, フランク・オットー: Nachts, wenn der Teufel kam: Bruno Lüdke. In: Dies.: Bestien des Boulevards – Die Deutschen und ihre Serienmörder. Militzke Verlag, Leipzig 2003, S. 175 ff.

- ギュンター・プロデール：Kriminalfälle ohne Beispiel. 6. Auflage. 1. Folge. Verlag Das neue Berlin, Berlin 1965, DNB 457853891.

- スザンネ・レーゲナー：Mediale Transformationen eines (vermeintlichen) Serienmörders: Der Fall Bruno Lüdke. In: Kriminologisches Journal. 33 (2001), S. 7–27.

- スザンネ・レジェナーとアクセル・ドスマン：Fabrikation eines Verbrechers. Der Kriminalfall Bruno Lüdke als Mediengeschichte, Spector Books, Leipzig 2018, ISBN 978-3-95905-034-0.

- アンジェリカ・シュワブ:Serienkiller in Wirklichkeit und Film. Störenfried oder Stabilisator? Eine sozioästhetische Untersuchung (= Nordamerikastudien. Münchener Beiträge zur Kultur und Gesellschaft der USA, Kanadas und der Karibik. Band 1). Lit, Münster 2001, ISBN 3-8258-4542-7.

- アンナ・マリア・ジークムント：Serienkiller in Wirklichkeit und Film. Störenfried oder Stabilisator? Eine sozioästhetische Untersuchung (= Nordamerikastudien. Münchener Beiträge zur Kultur und Gesellschaft der USA, Kanadas und der Karibik. Band 1). Lit, Münster 2001, ISBN 3-8258-4542-7.

- パトリック・ワグナー（ドイツ語版）：Der Tod des „doofen Bruno“. In: Hitlers Kriminalisten. Die deutsche Polizei und der Nationalsozialismus. Beck, München 2002, ISBN 3-406-49402-1, Einleitung, S. 7–13.